# Толстянка тёмно-пурпурная
Толстянка тёмно-пурпурная (лат. Crassula atropurpurea) — вид суккулентных растений рода Толстянка (Crassula) семейства Толстянковые (Crassulaceae), естественно произрастающий на территории Намибии и Капской провинции Южно-Африканской Республики.

## Название
Родовое латинское название Crassula происходит от латинского слова crassus, — «толстый», в основном из-за присутствия у растений этого рода сочных листьев.
Видовой латинский эпитет atropurpurea происходит от лат. atro — «темный» и лат. pupurea — «пурпурный».

## Ботаническое описание
Толстянка тёмно-пурпурная представляет собой многолетний кустарник или полукустарник, часто достигающий высоты до 60 см и иногда принимающий форму прикорневой розетки. Ветви бывают мясистыми или деревянистыми. Его листья обратнояйцевидной формы, размером от 15–30 × 6–25 мм, обычно с тупой или усечённой вершиной. Листья уплощены в дорсивентральном направлении, слегка выпуклы на обеих поверхностях, часто с выраженным роговым краем. Они могут быть голыми или покрытыми торчащими или загнутыми волосками и сосочками, окраска которых варьируется от зелёного до желтовато-зелёного или даже с красными или тёмно-красными оттенками.

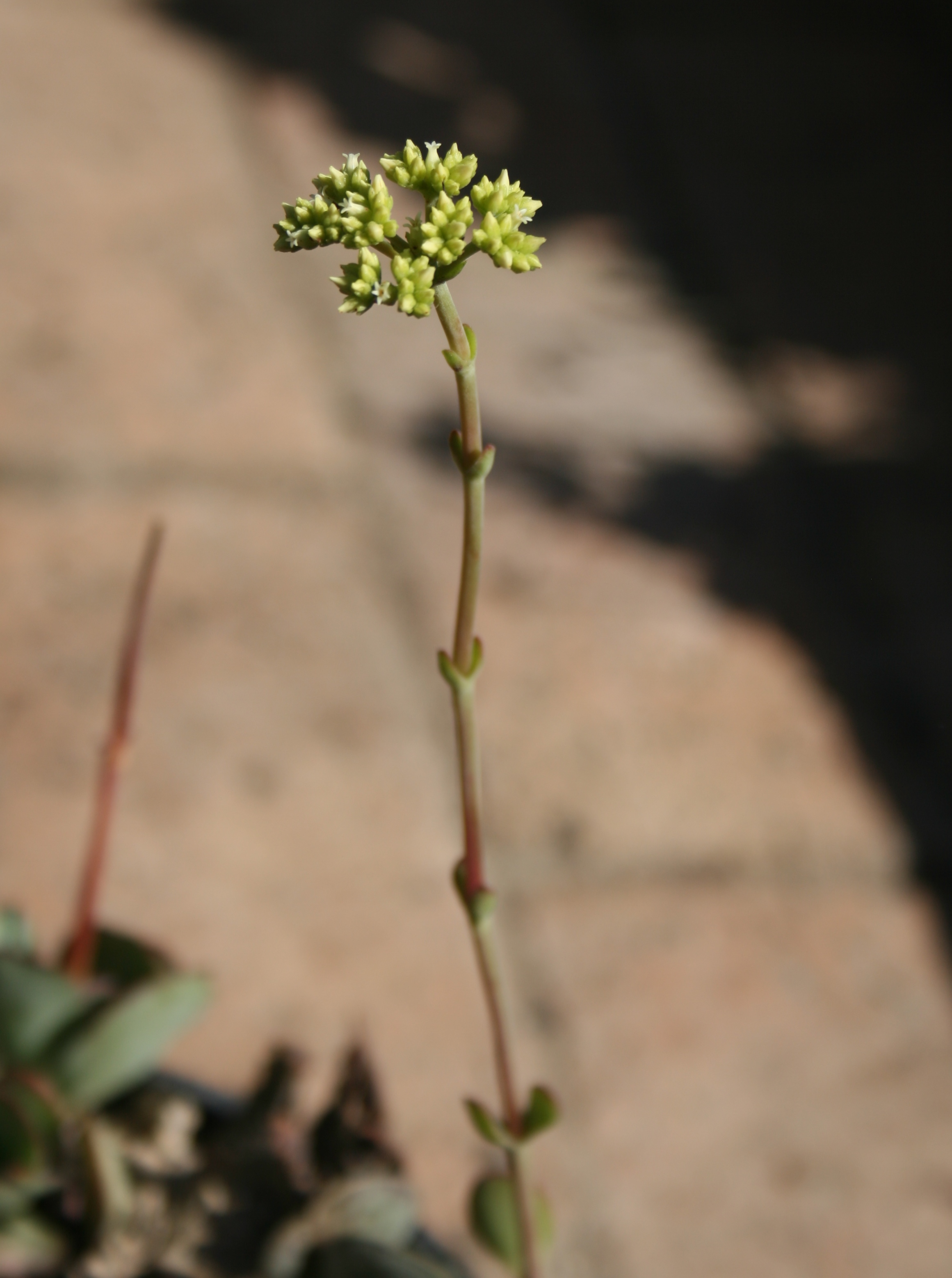
Соцветие

Соцветие представляет собой продолговатый тирс с рядом дихазиев, а его цветонос может достигать длины от 0,15 до 0,4 м. Чашечка состоит из продолговато-треугольных долей, длиной 2–3 мм, тупых, покрытых раскидистыми волосками и краевыми ресничками, а венчик – от трубчатой до почти цилиндрической формы, сросшийся в основании на 0,5–0,8 мм, кремового цвета. Тычинки снабжены жёлтыми пыльниками.

## Распространение и экология

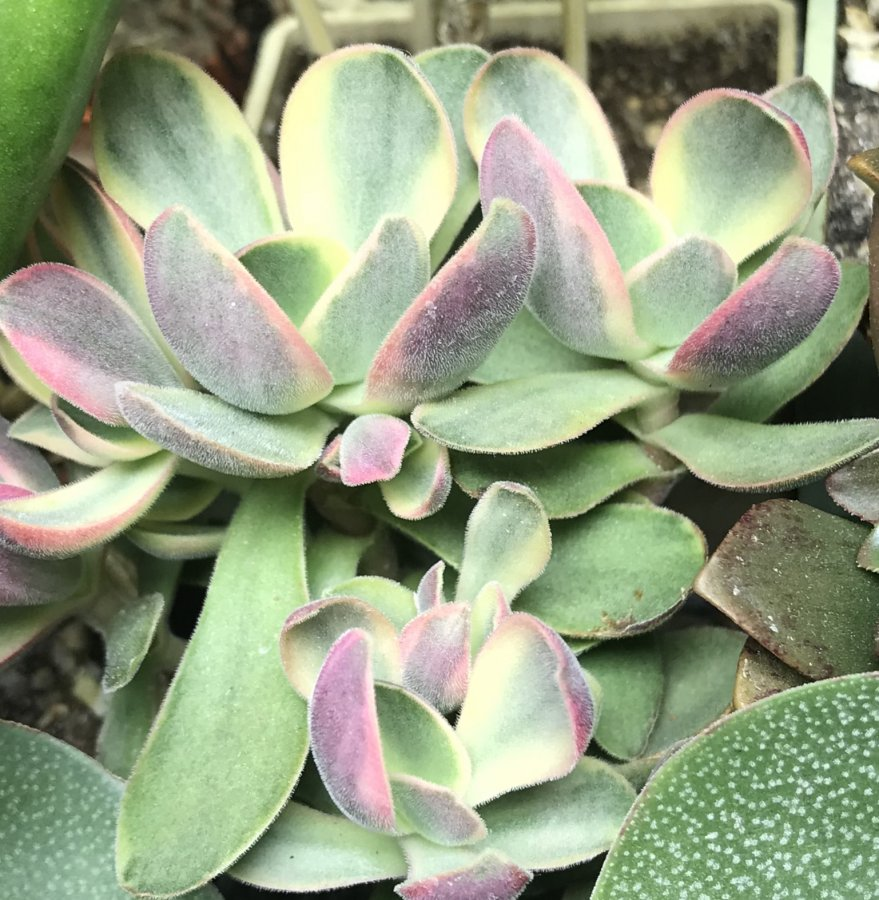
Вариегатный культивар Crassula atropurpurea var. muirii

Толстянка тёмно-пурпурная обитает в различных регионах с широким распространением, начиная от востока около Оудсхорна и простираясь на запад и север до южной Намибии. Это растение адаптировано к экстремальным перепадам температур, выдерживая летом температуры выше 40 °C и способное выживать даже при относительно низких температурах зимой, достигающих −3 °C.
Предпочитая каменистые места обитания, толстянка тёмно-пурпурная процветает в скалистых расщелинах сланцев Малмсбери, особенно в районе Вустера.
Опыление происходит в основном за счёт пчёл. Цветки обычно расцветают в начале весны.

## Таксономия
Crassula atropurpurea (Haw.) D.Dietr., первое упоминание в Syn. Plant. 2: 1031 (1840).

### Синонимы
Гомотипные (основанные на одном и том же номенклатурном типе):
- Globulea atropurpurea Haw. (1824)

### Разновидности
Согласно данным сайта Plants of the World Online на декабрь 2023 года, вид состоит из 6 разновидностей:
- Crassula atropurpurea var. anomala (Schönland & Baker f.) Toelken
- Crassula atropurpurea var. atropurpurea
- Crassula atropurpurea var. cultriformis (Friedr.) Toelken
- Crassula atropurpurea var. muirii (Schönl.) G.D.Rowley
- Crassula atropurpurea var. purcellii (Schönl.) Toelken
- Crassula atropurpurea var. watermeyeri (Compton) Toelken

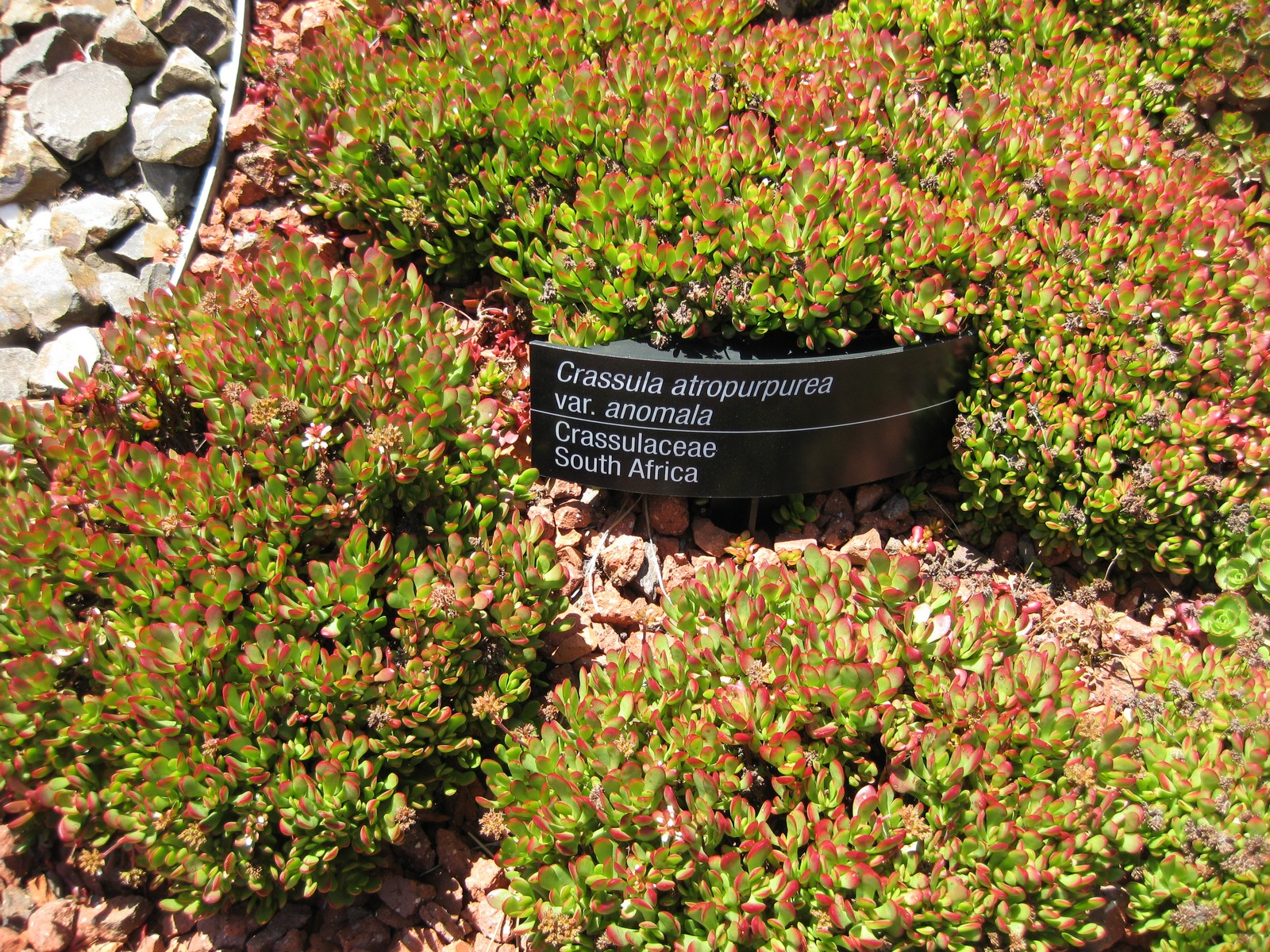
Crassula atropurpurea var. anomala
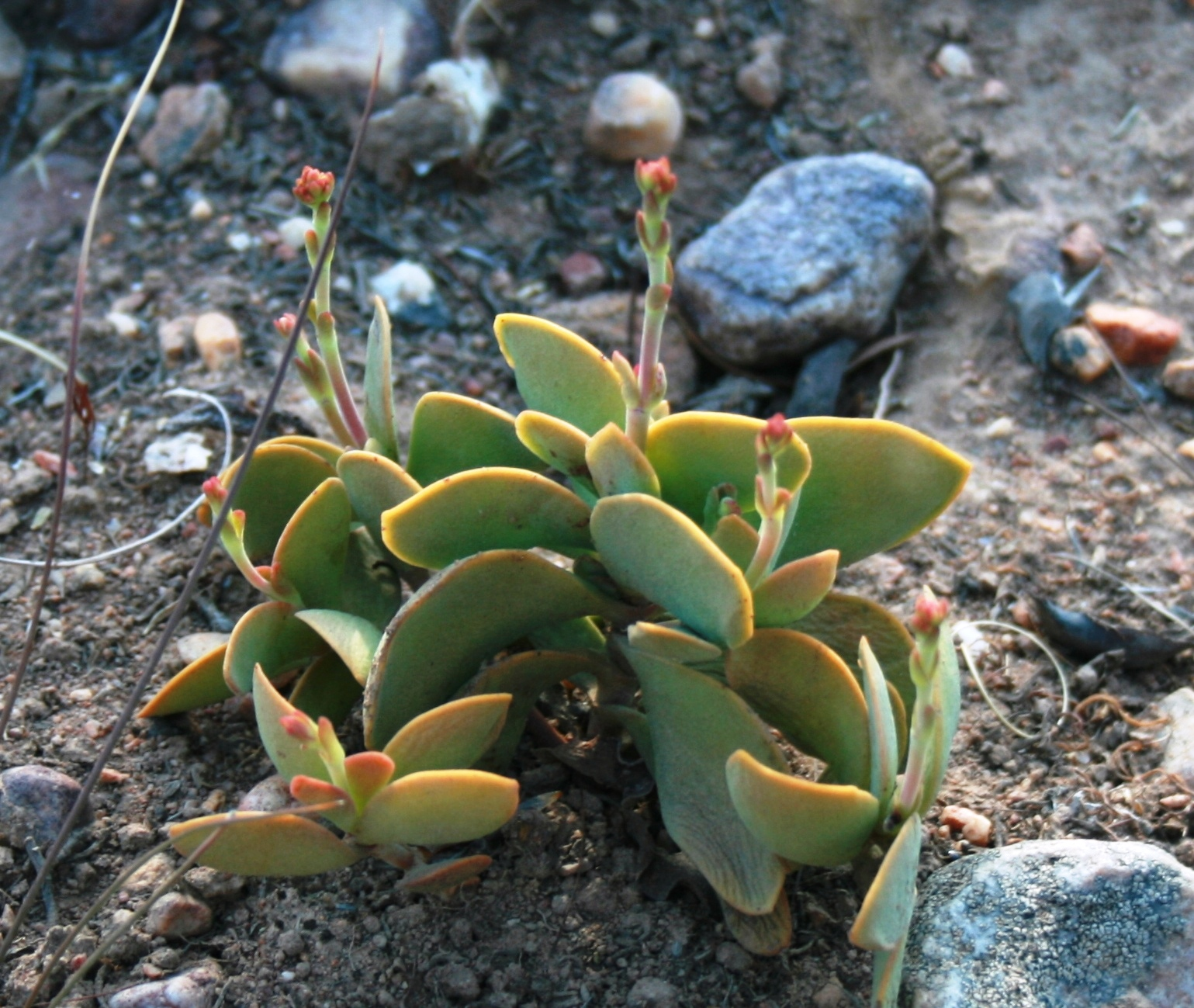
Crassula atropurpurea var. atropurpurea
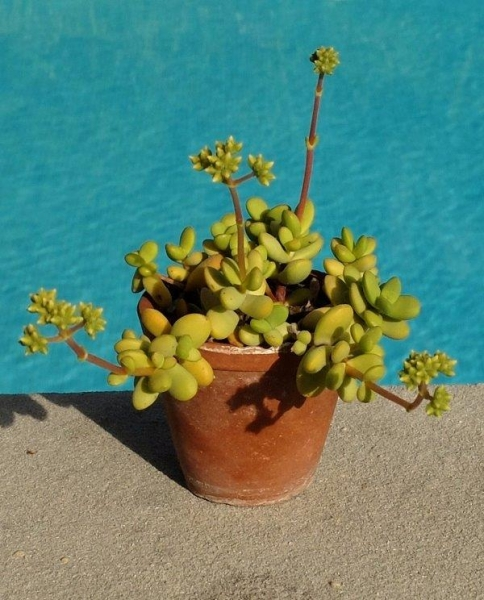
Crassula atropurpurea var. cultriformis
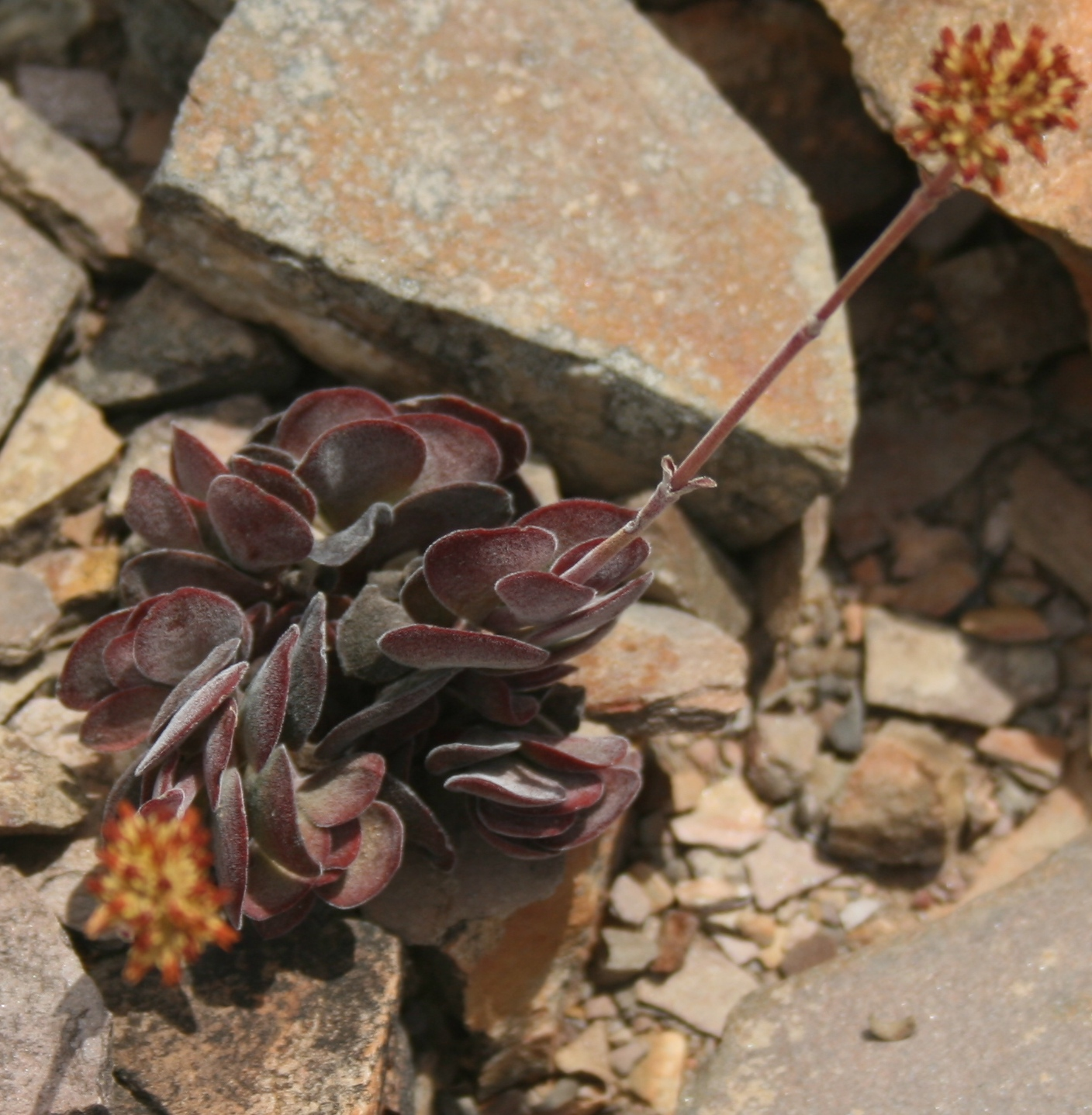
Crassula atropurpurea var. muirii
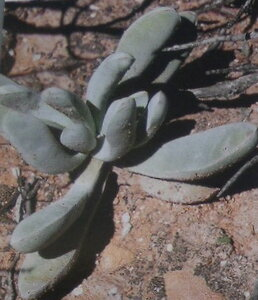
Crassula atropurpurea var. purcellii
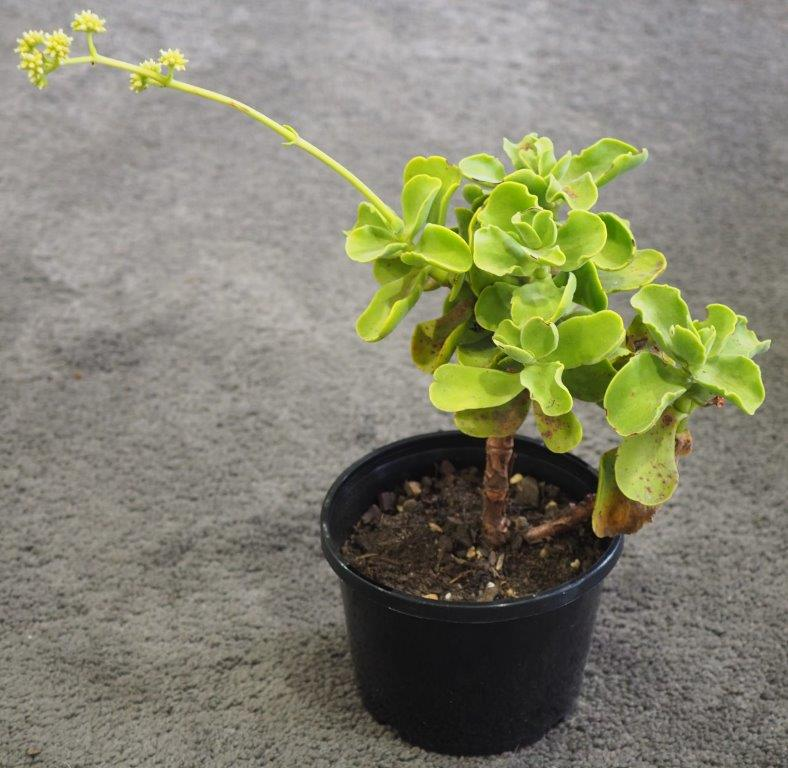
Crassula atropurpurea var. watermeyeri